# Liu Dalin

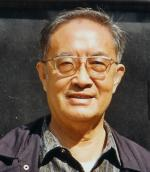
Liu Dalin

Liu Dalin, manchmal auch Dalin Liu oder Ta-lin Liu, (chinesisch 刘达临, Pinyin Liúdálín; * Juni 1932 in Shanghai; † 17. Dezember 2022 ebenda) war ein chinesischer Soziologe und Sexualwissenschaftler. Er war Professor an der Shanghai-Universität.

## Leben
In den Jahren 1989 und 1990 führte Liu eine landesweite Untersuchung zu sexuellen Verhaltensweisen und Einstellungen der Chinesen durch. In ihrer Quantität und Qualität ist diese etwa mit dem Kinsey-Report vergleichbar. Die Ergebnisse publizierte er zunächst 1992 in Shanghai, 1997 folgte eine englische Version (Sexual Behavior in Modern China). Ebenfalls 1997 eröffnete er Chinas erstes Sexmuseum in Shanghai, inzwischen befindet sich dieses in Tongli. 
Für seine Forschung erhielt er 1994 die Magnus-Hirschfeld-Medaille für Sexualwissenschaft von der Deutschen Gesellschaft für Sozialwissenschaftliche Sexualforschung, deren Internationalen Kuratorium er angehörte.

## Schriften
- Sexual Behavior in Modern China (1997)
- History of Erotica in China (2004, chinesisch)
- Pictorial History of Erotica.
- World Sex Culture (2005, chinesisch)